# Symfonie nr. 12 (Aho)
Kalevi Aho componeerde zijn Symfonie nr. 12 "Luostosymfonie" in 2002 en 2003.

## Geschiedenis
Luosto is (binnen Finland) een bekend vakantieverblijfadres. In 2000 werd daar een nieuw hotel gebouwd en de burgemeester van Sodankylä en de voorzitter van de Finse omroep YLE kwamen op het idee deze nieuwe plaats te promoten door het Fins Radiosymfonieorkest een concert te laten geven. Het concert, dat in de buitenlucht zou plaatsvinden, moest het startsein zijn van een jaarlijks muziekfestival. De omgeving van de berg Luosto staat al jaren bekend om haar akoestiek en vergezichten. Geluid en zicht kunnen wel 90 kilometer ver dragen / zijn.
Aan Aho werd gevraagd een werk te leveren dat op die plaats, een kom in het landschap, uitgevoerd zou kunnen worden door een groot symfonieorkest. Aho is daarop meerdere malen naar Luosto getrokken om met plaatselijke musici te kijken hoe de akoestiek van de plek werkt. Zoals beloofd overtrof de akoestiek van deze open plaats zijn verwachting. Toende plannen voor het concert steeds definitievere vormen aannam werd besloten dat het “feest” niet alleen voor musici uit het verre Helsinki moest zijn, ook plaatselijke musici moesten deel kunnen nemen. Tevens moest er voor worden zorg gedragen, dat het werk ook in de reguliere concertzalen uitgevoerd kon worden.
Zo gezegd, zo gedaan. Kalevi Aho vertrok in september 2002 naar de omgeving van Luosto om daar te werken aan zijn symfonie. Hij voltooide de symfonie in februari 2003, na een aantal maanden de Lapse winter te hebben overleefd. Soms daalde de temperatuur tot –30 C, bij een 24-uurs donkere omgeving. Uiteindelijk is het de bedoeling dat deze symfonie ieder jaar wordt uitgevoerd door een ander orkest, doch dat het Kamerorkest van Lapland daar altijd bij betrokken. De symfonie kreeg in 2003 een prijs van dezelfde Finse omroep.

## Muziek
De symfonie is geschreven in een moderne stijl, maar heeft wel de opbouw van de klassieke symfonie. Het eerste deel, de opening, wordt gevolgd door een scherzo, een vrolijker deel. Het derde deel is het overdenkende deel en in deel vier komen de geponeerde muzikale ideeën bijeen in een finale.

### Bewegingen
1. Samaanit (De Sjamanen) (ca. 13 minuten)
2. Kaamos ja keskikesä (Winterduisternis en midzomer) (ca. 14 minuten)
3. Laulu tuntirissa (Lied in de bergen) (ca. 9 minuten)
4. Myrsky tunturissa (Storm in de bergen) (ca. 11 minuten)

Het eerste deel begint met een uitgebreide introductie door middel van verscheidene percussie-instrumenten. Aho dacht er nog over op Japanse o-daiko drums voor te schrijven, maar het bleek praktisch niet haalbaar deze grote instrumenten naar Lapland te krijgen en zeker niet ieder jaar. In plaats daarvan kwamen er allerlei lichtere percussie-instrumenten. Het is een woest deel met veel slagwerkgeweld en af en toe rustige passages waarin soms ook fanfares doorklinken.
Deel twee begint langzaam in het lage hout. Een mopperende contrafagot start het deel en wordt begeleid door andere laagklinkende muziekinstrumenten. Langzaam komt het volle orkest tot bloei om uiterst licht van klank het deel te besluiten. Er wordt een parallel getrokken van de fenomenen midwinter en midzomer; van 24 uur (schemer)duisternis in stevige kou naar 24 uur zon in soms verzengende hitte.
In deel drie trekt Aho figuurlijk de bergen in. Een volksmuziekwijsje (geen Joik) zonder tekst met de voor berglandschappen typerende echo wordt als vocalise gezongen door de twee solisten. Het is alsof ze door de bergen wandelen. Aan het eind van het deel keert het slagwerk terug.
In deel vier wordt alles nog eens herhaald en samengevoegd. Het slagwerk uit deel één is weer van de partij, nu begeleid door een windmachine. De solisten zingen hun bergliedje, nu begeleid in een hevige storm. Alles loopt naar een climax. Daarna valt de wind weg, net zo plotseling als ze gekomen is, en het eind (de coda) van het deel bestaat uit een lang decrescendo.
De muziek is als Lapland zelf. Er is leven, maar in een eindeloze leegte. Er is altijd geluid aanwezig bestaande uit natuurlijke geluiden, maar daarnaast overheerst voornamelijk de stilte. Als het weer omslaat kan het spoken, want het gebied kent behalve de bergen nauwelijks obstakels. Menselijke bebouwing is haast niet aanwezig. Sommige recensenten vergelijken deze symfonie met de laatste symfonieën van Jean Sibelius. Als in zijn vijfde symfonie de klank wordt vergeleken met Thor, dan is in deze twaalfde symfonie Thor boos. De percussie zorgt voor een woest geluid.

## Orkestratie
- Solisten: sopraan, tenor en altsaxofoon
- Kamerorkest bestaande uit:
  - 1 dwarsfluit, 1 hobo, 1 klarinet, 1 fagot, altsaxofoon (de solist),
  - 1 hoorn
  - 3 eerste violen, 3 2e violen, 2 altviolen, 2 celli, 1 contrabas
- symfonieorkest
  - 2 dwarsfluiten en 2 piccolo's, 3 hobos met cor anglais, 3 klarinetten met basklarinet, 3 fagotten met contrafagot
  - 4 hoorns, 2 trompetten, 2 trombones, 1 tuba
  - pauken, percussie
  - strijkers
- langs de zijden
  - 2 hoorns, 2 trompetten, 2 trombones, 4 slagwerkers

### Opstelling
Om het geluid goed te verdelen, zitten de musici (ook in de concertzaal) niet bij elkaar. Het symfonieorkest zit behoudens enige delen daarvan op het podium. Daartegenover zit het kamerorkest, dat een constante achtergrond (en echo) verzorgt. In de natuur zit dit ensemble op een 70 meter hoge heuvel tegenover het orkest in de diepte. De tenorsolist staat met dirigent op het podium, de sopraansolist staat met een saxofonist daartegenover. Sommige koperblazers en slagwerkers staan langs de kant.

## Bron en discografie
Van deze twaalfde symfonie is een opname uitgekomen via BIS Records. Het is een opname van een concertzaaluitvoering. In dit geval moest er dus geen groot orkest naar het noorden, maar het kamerorkest naar het zuiden. De opname onder leiding van John Storgårds wordt verzorgd door het Lahti Symfonie Orkest en het Kamerorkest van Lapland. Solisten zijn plaatselijke bekende zangers Taina Piira (s) en Aki Alamikkotervo (t) en saxofonist Hannu Lehtonen.
Aho heeft bij BIS Records bepaald, dat dit werk niet gekoppeld mocht worden aan een ander werk. Er is ruimte genoeg op de cd, maar de componist wilde de symfonie volledig uit laten razen. Ook deze sacd wordt afgesloten met een aantal seconden stilte terwijl de teller doorloopt.
Nr. 1 · Nr. 2 · Nr. 3 · Nr. 4 · Nr. 5 · Nr. 6 (1979-1980) · Nr. 7 Insectensymfonie · Nr. 8 · Nr. 9 · Nr. 10 · Nr. 11 · Nr. 12 Luostosymfonie · Nr. 13 · Nr. 14 Rituelen · Nr. 15
Alles Vergängliche (Orgelsymfonie)